# Fjärilseffekten
Fjärilseffekten eller måsvingeeffekten är ett begrepp inom kaosforskning och teorin för dynamiska system. Den avser en egenskap hos vissa kaotiska system, inte minst angående den begränsade förutsägbarheten för väder. 

## Teori
Begreppet bygger på teorin om att en marginell påverkan i en del av ett system kan få stora och oförutsägbara effekter någon annanstans i systemet. Bland annat används modellen i samband med resonemang kring svårigheter att förutsäga framtida väder. Rent teoretiskt antas en fjäril som i Mexiko slår med sina vingar kunna ha en minimal påverkan på luftströmmar, så att en orkan skulle kunna drabba södra Sverige senare. Den riktigt lilla händelsen slår en tid senare igenom på den stora händelsen, då den stora händelsen kan betraktas som ett kaotiskt system. 
Fenomenet återfinns i ordspråket: Liten tuva stjälper ofta stort lass. Det kaotiskt lastade släpet går under av en ojämnhet på vägen. Det förutsägs då finnas en hårfin skillnad för hur en tromb uppstår eller endast utvecklas till vanliga vindbyar i ett åskväder. Fjärilens vingslag skulle kunna inverka på denna process, då denna sker tidsmässigt senare. Fjärilen har efter en tid inverkat på alla luftpartiklars exakta positioner i hela atmosfären.
Termen om fjärilen borde också innefatta att man kan gå bakvägen för att hitta (nya) orsakssamband mellan olika händelser och därmed reda ordning i ett synbart kaos (händelser utan logisk/matematisk förklaring). Men forskarna är inte eniga i kaosfrågan. Grunden för effektens möjliga inverkan är det holistiska synsättet på sammanhängande helhetssystem.

## Historia och användning
Modellen blev populär med hjälp av journalisten James Gleicks bok Kaos. Uttrycket myntades dock av matematikern och meteorologen Edward Lorenz vid en föreläsning som hölls 1979.
En fjärilseffekt uppstår i Ray Bradburys kända novell från 1951 "A Sound of Thunder". Ett antal resenärer åker där tillbaka i tiden, och av ett misstag råkar en av resenärerna döda en fjäril under vistelsen i forntiden. Detta lilla misstag ändrar på nutiden, så att de återvändande tidsresenärerna inte längre känner igen sig.